# اکوئیتبل هلدینگ
اکوئیتبل هلدینگ (انگلیسی: Equitable Holdings) شرکت بیمه آمریکایی است، که در سال ۱۸۵۹ توسط هنری بالدوین هایدی تأسیس شد.